# Una storia americana (film 1966)
Una storia americana (Made in U.S.A.) è un film del 1966 diretto da Jean-Luc Godard, definito dal regista stesso “Film Po”, con riferimento all'abbreviazione usata dagli studenti parigini della facoltà di Scienze politiche, Sciences Po: un film po-litico, po-liziesco e po-etico.
Il soggetto è liberamente tratto dal romanzo The Jugger di Donald Westlake, tradotto in Italia con il titolo Hai perso il morto, Parker!

## Trama
Una donna di nome Paula Nelson arriva nell'immaginaria cittadina di Atlantic Cité e prende alloggio in un albergo. Riceve quasi subito la visita di un losco vicino di camera, M. Edgar Typhus. I due evidentemente si conoscono da tempo. Paula è arrivata per cercare tracce del marito Dick Politzer, scomparso, l'uomo cerca di dissuaderla. Lei lo tramortisce ma viene vista dal nipote di Typhus, uno scrittore di nome David Goodis, venuto a trascorrere qualche giorno dallo zio insieme alla fidanzata Doris Mizoguchi; l'uomo assicura che non avvertirà la polizia. Paula è comunque sorvegliata da due agenti in borghese.
Paula Nelson si reca da un dentista, uno dei contatti di Dick, e vi scopre un cadavere sfigurato. Più tardi nel bar dell'albergo partecipa a una conversazione surreale, sul filo della filosofia del linguaggio, tra il barman e un cliente; nella sala c'è anche Marianne Faithfull che canta senza accompagnamento As Tears Go By dei Rolling Stones. Il dott. Ludwig, proprietario di una palestra, che ha stilato il certificato di morte di Dick, conferma il decesso, ma Paula ricorda che il medico ha già compilato un precedente certificato dopo l'assassinio di un sindaco comunista.
Una telefonata anonima dà appuntamento a Paula in un magazzino, ma appena arrivata viene stordita. Quando si risveglia è insieme ai due poliziotti in borghese, Richard Widmark e Donald Siegel, che sembrano sapere molte cose su di lei e Dick. L'ispettore Widmark tuttavia nega di essere coinvolto nella sua morte, e le fa ascoltare un nastro registrato dal marito prima di morire; l'uomo legge un proclama politico che cita Robespierre e Saint Just. Paula dice che Dick è stato espulso dal partito dopo la morte di Picasso.
Widmark e Siegel riaccompagnano Paula in albergo, dove si scopre che Typhus e Doris Mizoguchi sono stati assassinati. David Goodis accusa Paula Nelson, lei intuisce che il commissario Widmark appartiene a una organizzazione parallela della polizia.
Viene lasciata libera perché Goodis ritira le accuse. Si reca in un magazzino dove sa che Dick ha lavorato per qualche mese, una donna suggerisce di indagare in una villa di periferia. Nel magazzino arrivano anche i due poliziotti deviati, senza testimoni Widmark non ha problemi a ammettere di fare parte di un'organizzazione che ha eliminato suo marito.
Paula viene avvicinata da Donald Siegel, che le confessa di essere stato lui l'esecutore materiale dell'omicidio di Dick, ma adesso è scontento perché il suo superiore Widmark sta cercando di scaricarlo. Paula lo uccide a sorpresa con un colpo di pistola, poi si reca nella villa che le è stata indicata dalla collega di Dick. Qui si mette d'accordo con Widmark, per costringersi a fidarsi uno dell'altro lei gli consegna una dichiarazione di suo pugno in cui dichiara di essere l'assassina di Typhus, lui una analoga in cui ammette di aver ucciso Politzer.
A questo punto Widmark estrae la pistola per eliminarla, ma nel frattempo è sopraggiunto David Goodis che lo uccide. Lo scrittore è convinto di avere a questo punto tutti gli elementi per finire il romanzo giallo che sta scrivendo, ma Paula Nelson è costretta a eliminarlo per evitare che la verità sia divulgata, dal momento che “poesia è uguale a verità”.
Paula si allontana poi da Atlantic Cité insieme a un conoscente incontrato all'imbocco dell'autostrada, che le offre un passaggio in auto.

## Produzione
Ancora più massiccia che nei precedenti film è la presenza di elementi pop: scritte al neon, fumetti, manifesti pubblicitari, fino alla geniale sequenza dell'inseguimento nel deposito di sagome e cartelloni cinematografici. Godard accentua anche la sua polemica contro la cultura statunitense: “In questo momento tutto, assolutamente tutto, è influenzato dagli Stati Uniti. Da qui il titolo Made in U.S.A." Godard attacca i miti di Hollywood, i modelli e il linguaggio del cinema degli Stati Uniti, cercando di disgregarne i principi: continuità d'azione, verosimiglianza, consequenzialità e identificazione nei protagonisti. Ma Una storia americana è contemporaneamente l'omaggio di un fan al cinema hollywoodiano, poliziesco e non solo, con i suoi richiami iconografici anche a Walt Disney.
Godard stesso è consapevole delle incongruenze nella trama. Il 30 luglio, durante i lavori del film. appare la seguente scritta sul foglio di servizio per le riprese del giorno:
(Jean-Luc Godard)
Nel tentativo di ancorare in qualche modo la sua storia all'attualità politica, Godard dissemina il film di riferimenti all'affare Ben Barka, leader dell'opposizione marocchina fatto rapire a Parigi e scomparso nel nulla, probabilmente assassinato e sepolto in segreto; si tratta tuttavia di un film del Godard anteriore all'impegno marxista degli anni Sessanta, la cui estetica si può riassumere in una battuta pronunciata dalla voce fuori campo:
Il principale riferimento estetico di Godard è Il grande sonno, film di Howard Hawks dalla trama complessa e non molto coerente, tratto dall'omonimo romanzo di Raymond Chandler che il regista aveva revisionato di recente; non è infatti un caso se Paula Nelson veste un impermeabile bianco alla Humphrey Bogart.
Le riprese iniziano il 16 luglio 1966, appena 10 giorni dopo che Godard ha ricevuto la proposta dal produttore de Beauregard; le location individuate sono l'hotel Wilson a Puteaux, il Café Le President nel XVI arrondissement di Parigi, il garage Vergeat di rue de Courcelles e la villa dello scultore Broch.
Uscito il 27 gennaio 1967 a Parigi, il film non è un successo, totalizzando 59.329 spettatori nel periodo di esclusività cittadina.

## Curiosità
- La sceneggiatura è composta da solo due fogli battuti a macchina e datati 11 luglio 1966, pieni di errori nei nomi degli attori, probabilmente dettata al telefono da Godard a una segretaria del produttore de Beauregard.[8]
- A Richard Balducci, addetto stampa della Rome Paris Films che gli fa presente come il bar in cui è ambientata la scena in cui compare Marianne Faithfull non somigli nemmeno lontanamente a un bar statunitense, Godard risponde: Tu lo sai perché ci sei stato, ma io faccio un film per la gente che non è mai andata negli Stati Uniti. È un film sull'idea che anche a Puteaux si vive secondo ciò che ci impone l'America.[9]
- La protagonista Anna Karina, che ha divorziato non molto tempo prima da Godard, recita qui nel suo ultimo lungometraggio firmato dall'ex marito; a un certo punto pronuncia la battuta “In quale tragedia da bazar mi fai recitare per l'ultima volta?”, che rimane come testimonianza finale della loro collaborazione artistica.